# デザインリサーチ
デザインリサーチ(design research、デザイン研究)は3つの意味で使われる。 
1. デザインという学問自体への研究活動
2. デザインを通して探求する形式をとる研究
3. デザインプロセスのなかで行われるユーザー調査であるデザインのための調査

一般的にデザインリサーチは3の意味で広く認識されており、当記事もそれを主な内容としている。

## 概要
デザインリサーチとは、デザインプロセスや成果物を学術的に研究する分野である。単なるデザイン制作ではなく、デザインを通じて新たな知見を得ることを目的としている。近年では、複雑化する社会問題の理解や解決に向けて、多様な利害関係者間の対話を促進するツールとしても注目されている。

### デザインリサーチの3つの分類
英国ロイヤル・カレッジ・オブ・アートのクリストファー・フライリングは、デザインリサーチで3つの重要な分類を整理した。

#### アートとデザインについての研究（Research into art and design）
アートとデザインの歴史的研究、美学的または知覚的研究、さらには社会的、経済的、政治的、倫理的、文化的、図像学的、技術的、材料的、構造的な観点からの理論的研究が含まれる。

#### アートとデザインを通じての研究（Research through art and design）
実践を通じて知識を生成する方法を指す。これには、材料研究（例えば、新しい金属加工技術の開発）、開発作業（既存の技術を新しい目的のために応用すること）、アクションリサーチ（制作過程を段階的に記録し、その結果を文脈化すること）などが含まれる。このタイプの研究では、制作過程とその結果の両方が重要であり、実践と理論が密接に結びついている。研究日誌や報告書などの形で過程と結果を文書化することが、単なる参考資料の収集と区別される重要な要素となる。

#### アートとデザインのための研究（Research for art and design）
このリサーチでは、最終的な成果物が人工物（アーティファクト）であり、思考や知識がその人工物に体現されている。ここでの主な目的は、言語的なコミュニケーションではなく、視覚的、図像的、イメージ的なコミュニケーションを通じて知識を伝達することである。この分類には、認知的伝統と表現的伝統の両方が含まれるが、特に表現的伝統においては、なぜそれを「リサーチ」と呼ぶのかという問いが生じる。Fraylingは、この分類における研究の定義や評価基準について、さらなる議論と探求が必要だと指摘している。

### マーケティングリサーチとの対比
現代でのデザインリサーチに対する注目の要因として挙げられるのは、企業現場で盛んなマーケティングリサーチとの対比である。
デザインリサーチの主な目的は、ユーザーのニーズや行動、態度を深く理解し、製品やサービスの設計に活かすことである。一方、マーケティングリサーチは市場動向や消費者の嗜好を広く把握し、販売戦略の立案に活用することを目的とする。調査手法の面では、デザインリサーチは定性的な手法を重視し、ユーザーの実際の環境での観察やインタビューを重視する。マーケティングリサーチは定量的な手法を多く用い、大規模なサンプルを扱うことが多い。
デザインリサーチは「なぜ」「どのように」という深い理解を得ることに焦点を当てるのに対し、マーケティングリサーチは「誰が」「何を」という広範な情報を収集することに重点を置く。

## アプローチ
「アートとデザインのための研究」の意味に焦点をあてると、デザインリサーチは最終目的をデザインのアウトプットにしながらも、研究活動とデザインの活動を切り離さずにふるまう手法である。したがって、デザインリサーチのアプローチを考える時、調査・評価・創造などのプロセスを包摂している。
以下では、デザインリサーチにおいてしばしば意識される活動について挙げる。

### 探索型リサーチ
探索型リサーチは、新しい問題や状況を理解するために用いられるリサーチ手法である。この手法は、問題をより明確に定義し、解決策を導き出すための方向性を示すことを目的としている。
- 研究対象について事前の知識が少ない場合に適している。
- 問題の定義や理解を深めるのに役立つ。
- 柔軟性が高く、様々なデータ収集方法を用いることができる。
- 定性的手法と定量的手法の両方を組み合わせて使用することが多い。

探索型リサーチでは、一次データと二次データの両方を活用する。一次データの収集には、インタビュー、フォーカスグループ、観察などの方法が用いられる。二次データの収集には、文献レビューや既存のデータベースの分析が含まれる。

### 検証型リサーチ
検証型リサーチは、既存の理論や仮説を検証するために用いられるリサーチ手法である。この手法は、探索型リサーチで得られた知見を基に、より厳密な検証を行うことを目的としている。
- 明確な仮説や理論モデルを持つ。
- 定量的手法を主に用いる。
- データの統計的分析を重視する。
- 結果の一般化可能性を追求する。

検証型リサーチでは、質問紙調査や実験などの手法が用いられることが多い。これらの手法により、変数間の関係を統計的に検証することができる。

### 記述型リサーチ
記述型リサーチは、特定の現象、状況、または集団の特徴を正確かつ体系的に描写することを目的とするリサーチ手法である。
- 「何が」「どこで」「いつ」「どのように」という問いに答えることができる。
- 研究者は変数を操作せず、観察と測定のみを行う。
- 定量的手法と定性的手法の両方を用いることができる。
- 現象の頻度、傾向、カテゴリーを特定するのに適している。

記述型リサーチでは、主に以下の3つの方法が用いられる。
1. 調査：大量のデータを収集し、頻度や平均、パターンを分析する。
2. 観察：実際の状況下での行動や現象を直接観察する。
3. ケーススタディ：特定の対象（個人、グループ、組織など）について詳細なデータを収集する。

### センスメイキング
調査に基づいて得られた情報を意味づけするプロセス。

## ダブルダイヤモンドモデル
ダブルダイヤモンドモデル 英語版は、2005年に英国Design Councilで導入されたデザインプロセスのフレームワークである。このフレームワークは、「発散」と「収束」の2つのプロセスを含み、それぞれを1つのダイヤモンドとして視覚化する。「正しい問題を見つけるダイヤモンド」と「正しい解決を見つけるダイヤモンド」の2つのプロセスを通じて、問題解決に取り組むことである。デザインのプロセスでは課題・解決策双方に対して、発散・収束のアプローチを取り入れることが特徴である。
直接結び付けられているわけではないもののデザインリサーチのアプローチは親和性が高いといえるだろう。
1. 発見（Discover）：問題の理解と洞察の収集
2. 定義（Define）：問題の明確化と焦点の絞り込み
3. 展開（Develop）：解決策の広範な検討
4. 提供（Deliver）：最適な解決策の検証と実装